# Kambarka
Kambarka (Russisch: Камбарка) is een stad in de Russische autonome deelrepubliek Oedmoertië. De stad ontstond in 1767 met de oprichting van een staalfabriek en verkreeg stadsrechten in 1945.
De stad is genoemd naar de Kambarkarivier, een zijrivier van de Kama, die op 2 km afstand ligt. Mogelijk is de naam een samenstelling van twee woorden: Kama en bark. Ze ligt in het zuidoosten van de republiek, op ongeveer 100 km van de hoofdstad Izjevsk. Ten oosten ervan bevindt zich een natuurgebied, de Kambarskoje moerassen.

## Geschiedenis
De basis van de stad wordt gevormd door de stichting van fabrieken tussen 1760 en 1767.  Akinfi Demidov kocht in 1741 land van de Basjkieren. Daarop werden 20 jaar later twee fabrieken gebouwd: een ijzergieterij en een houtzagerij. IJzererts werd uit de nabije Oeralmijnen betrokken. Werknemers van deze fabrieken vormden de eerste bewoners van Kambarka. In 1944 werd de gieterij omgevormd tot een machinefabriek.
In de buurt van de stad waren opslagplaatsen met chemische wapens. Op 1 april 2006 werd de tweede ontmantelfaciliteit voor chemische wapens in Rusland, in Kambarka in gebruik genomen. In de installatie, die met Duitse hulp werd gefinancierd, werden van 2006 tot 2010 meer dan 3000 ton aan chemische wapens vernietigd.

## Economie
Het einde van de Sovjet-Unie was het begin van een moeilijke tijd. Diverse ondernemingen werden gesloten, andere moesten het aantal werknemers inkrimpen en op medische voorzieningen werd bezuinigd. In het 2e decennium van de 21e eeuw bezat de stad ondernemingen die zich bezighouden met de productie van:
- huishoudelijke pompen en kluizen
- locomotieven, zoals bijvoorbeeld ook de TU10 voor de 'kinderspoorweg' van Sint-Petersburg, gebouwd door de machinebouwfabriek van Kambarka
- chemicaliën
- metalen constructies voor de olie-industrie
- industriële schoorstenen

De spoorweg van Kazan naar Jekaterinburg passeert Kambarka, slechts de trein van Moskou naar Barnaoel stopt er.

## Bevolking
| 1939  | 1959   | 1970   | 1979   | 1989   | 2002   | 2010   | 2017   |
| ----- | ------ | ------ | ------ | ------ | ------ | ------ | ------ |
| 9.400 | 13.400 | 14.100 | 12.900 | 13.258 | 12.636 | 11.021 | 10.477 |

De bevolking bestaat voor 85% uit Russen, 8% Tataren en 3% Oedmoerten.

## Bezienswaardigheden
- Historisch museum. Geopend in 1964. Initiatiefnemer: Pjotr Aleksandrovitsj Plesjakov (1901—1987).

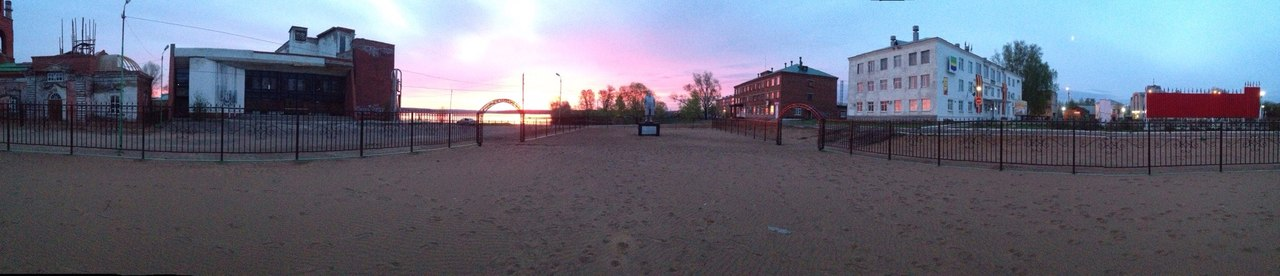
Plein in Kambarka

- Hemelvaartskerk
- Petrus- en Pauluskerk
- Drie-eenheidskerk

Bestuurlijk centrum: Izjevsk

Glazov · Kambarka · Mozjga · Sarapoel · Votkinsk